# Yumeki Yoshinaga
Yumeki Yoshinaga (japonés: 吉永 夢希, Yoshinaga Yumeki, Japón, 22 de febrero de 2006) es un futbolista japonés que juega como defensa en el Jong Genk de la Segunda División de Bélgica.

## Estadísticas

### Clubes
Actualizado al último partido disputado el 20 de diciembre de 2024.
| Club                | Div.          | Temporada     | Liga  | Liga  | Copas nacionales | Copas nacionales | Copas internacionales | Copas internacionales | Total | Total |
| Club                | Div.          | Temporada     | Part. | Goles | Part.            | Goles            | Part.                 | Goles                 | Part. | Goles |
| ------------------- | ------------- | ------------- | ----- | ----- | ---------------- | ---------------- | --------------------- | --------------------- | ----- | ----- |
| Jong Genk · Bélgica | 2.ª           | 2024-25       | 14    | 2     | ―                | ―                | ―                     | ―                     | 14    | 2     |
| Jong Genk · Bélgica | Total club    | Total club    | 14    | 2     | 0                | 0                | 0                     | 0                     | 14    | 2     |
| Total carrera       | Total carrera | Total carrera | 14    | 2     | 0                | 0                | 0                     | 0                     | 14    | 2     |